# Julian Jia Zhichao
Julian Jia Zhichao (chiń. 贾志超; pinyin Jiǎ Zhìchāo; ur. 19 grudnia 1991) – chiński pianista.

## Życiorys
Uczył się gry na fortepianie w Hochschule für Music w Düsseldorfie w klasie Barbary Szczepańskiej. Następnie podjął studia pod kierunkiem Arie Vardiego w Hochschule für Music, Tehater und Medien w Hanowerze. Występował jako solista, kameralista oraz z orkiestrą między innymi w Niemczech, we Francji, w Hiszpanii, we Włoszech, w Polsce, Belgii, Holandii, Szwajcarii, Wielkiej Brytanii oraz w Chinach. Brał udział w festiwalach w Zagłębiu Ruhry, Festiwalu Beethovenowskim w Bonn, Mozartowskim w Dortmundzie, Festsipele Meklemburgii-Pomorza Przedniego, w Szlezwiku-Holsztynie, Letnim Festiwalu w Kissingen, Piano Passion w Saint-Étienne oraz w Międzynarodowym Festiwalu w Montreux-Vevey.
W październiku 2015 roku wziął udział w XVII Międzynarodowym Konkursie Pianistycznym im. Fryderyka Chopina w Warszawie. Zagrał w I i w II etapie. Na program, który zaprezentował w I etapie złożyły się: Etiuda c-moll op. 10 nr 12, Etiuda a-moll op. 10 nr 2, Nokturn H-dur op. 9 nr 3, Fantazja f-moll op. 49. Program II etapu: Scherzo b-moll op. 31, Walc F-dur op. 34 nr 3, Andante spianato i Polonez Es-dur op. 22, Berceuse Des-dur op. 57, Fantaisie-Impromptu cis-moll op. 66.
Nagrody i wyróżnienia pianistyczne:
- główna nagroda na konkursie pianistycznym w Makau
- główna nagroda na konkursie pianistycznym w Kantonie
- główna nagroda na konkursie Klavierolymp w Bad Kissingen
- główna nagroda na konkursie im. Alessandro Casagrande w Terni
- wyróżnienie na Konkursie Lisztowskim w Weimarze
- wyróżnienie na konkursie młodych pianistów w Enschede (Holadia)
- wyróżnienie na konkursie młodych pianistów Ettlingen (Niemcy)
- wyróżnienie na konkursie im. Clary Haskil w Vevey (Szwajcaria)
- wyróżnienie na Konkursie Chopinowskim w Kolonii
- nagrody i stypendia Hochschule fűr Music, Tehater und Medien w Hanowerze

Inne nagrody:
- nagroda specjalna premiera Nadrenii Północnej-Westfalii